# الدرد پاتینجر

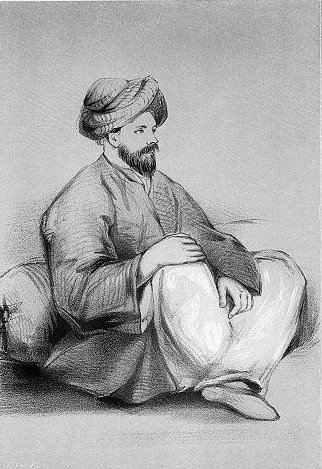
الدرد پاتینگر (در حدود سال ۱۸۴۰ میلادی)

اِلدرد پاتینجر (به انگلیسی: Eldred Pottinger) (۱۲ اوت ۱۸۱۱ - ۱۵ نوامبر ۱۸۴۳) دیپلمات و افسر انگلیسی-هندی ارتش بریتانیا بود. او در هنگام حملهٔ قشون ایران به فرماندهی محمدشاه قاجار به هرات و سپس محاصرهٔ این شهر، به جاسوسی و گردآوری اطلاعات برای کمپانی هند شرقی بریتانیا پرداخت. در حالی که فرمانده نیروهای افغان قصد داشت تسلیم شود، وی او را به مقاومت تشویق می‌کرد. دستگاه پروپاگاندای بریتانیا وی را قهرمان هرات معرفی کرده است.